# روبيرتس (أيداهو)
روبيرتس (بالإنجليزية: Roberts)‏ هي مدينة أمريكية تقع في ولاية أيداهو. تبلغ مساحة هذه المدينة 0.9 (كم²)،ويبلغ عدد سكانها 580 نسمة حسب إحصاء سنة 2010 م 580.تشير إحصاءات سنة 2000م بأن الكثافة السكانية في هذه المدينة تقدر بـ(640) نسمة/كم2

## التركيبة السكانية
قام مكتب تعداد الولايات المتحدة بتحديد بيانات التركيبة السكانية لروبيرتس في تعداد الولايات المتحدة. في ما يلي، التركيبة السكانية حسب تعدادي 2000 و2010.

### تعداد عام 2000
بلغ عدد سكان روبينسدل 14,123 نسمة بحسب تعداد عام 2000، وبلغ عدد الأسر 6,097 أسرة وعدد العائلات 3,524 عائلة مقيمة في المدينة.
وتوزع التركيب العرقي للمدينة بنسبة 88.9% من البيض و0.6% من الأمريكيين الأصليين و2.1% من الأمريكيين ذوي الأصول الآسيوية و0.1% من سكان جزر المحيط الهادئ و5.7% من الأمريكيين الأفارقة و1.7% من عرقين مختلطين أو أكثر.
بلغ عدد الأسر 6,097 أسرة كانت نسبة 26.7% منها لديها أطفال تحت سن الثامنة عشر تعيش معهم، وبلغت نسبة الأزواج القاطنين مع بعضهم البعض 43.7% من أصل المجموع الكلي للأسر، ونسبة 10.6% من الأسر كان لديها معيلات من الإناث دون وجود شريك، وكانت نسبة 42.2% من غير العائلات. تألفت نسبة 34.2% من أصل جميع الأسر من أفراد ونسبة 15.6% كانوا يعيش معهم شخص وحيد يبلغ من العمر 65 عاماً فما فوق. وبلغ متوسط حجم الأسرة المعيشية 2.93، أما متوسط حجم العائلات فبلغ 2.26.
بلغ العمر الوسطي للسكان 38 عاماً. وكانت نسبة 21.7% من القاطنين تحت سن الثامنة عشر، وكانت نسبة 6.8% بين الثامنة عشر والأربعة وعشرون عاماً، ونسبة 34.4% كانت واقعةً في الفئة العمرية ما بين الخامسة والعشرين حتى الرابعة والأربعين عاماً، ونسبة 19.5% كانت ما بين الخامسة والأربعين حتى الرابعة والستين، ونسبة 17.5% كانت ضمن فئة الخامسة والستين عاماً فما فوق. يوجد لكل 100 أنثى 91.8 ذكر، ويوجد لكل 100 أنثى في الثامنة عشر من عمرها فما فوق 87.8 ذكر.
بلغ متوسط دخل الأسرة في المدينة 48,271 دولار، أما متوسط دخل العائلة فبلغ 57,185 دولار. وكان متوسط دخل الذكور 37,406 دولار مقابل 30,771 دولار للإناث. وسجل دخل الفرد الخاص بالمدينة 23,912 دولار. وكانت نسبة 2.0% من العائلات ونسبة 4.7% من السكان تحت خط الفقر، وكان من هؤلاء نسبة 2.8% تحت سن الثامنة عشر ونسبة 7.0% في الخامسة والستين من العمر وما فوق.

### تعداد عام 2010
بلغ عدد سكان روبيرتس 580 نسمة بحسب تعداد عام 2010، وبلغ عدد الأسر 179 أسرة وعدد العائلات 141 عائلة مقيمة في المدينة. في حين سجلت الكثافة السكانية 1,933.3 نسمة لكل ميل مربع (746.5/كم2). وبلغ عدد الوحدات السكنية 192 وحدة بمتوسط كثافة قدره 640.0 لكل ميل مربع (247.1/كم2).
وتوزع التركيب العرقي للمدينة بنسبة 62.6% من البيض و1.0% من الأمريكيين الأصليين و1.2% من الأمريكيين ذوي الأصول الآسيوية و0.5% من الأمريكيين الأفارقة و3.1% من عرقين مختلطين أو أكثر.
بلغ عدد الأسر 179 أسرة كانت نسبة 49.7% منها لديها أطفال تحت سن الثامنة عشر تعيش معهم، وبلغت نسبة الأزواج القاطنين مع بعضهم البعض 57.5% من أصل المجموع الكلي للأسر، ونسبة 16.2% من الأسر كان لديها معيلات من الإناث دون وجود شريك، بينما كانت نسبة 5.0% من الأسر لديها معيلون من الذكور دون وجود شريكة وكانت نسبة 21.2% من غير العائلات. تألفت نسبة 19.0% من أصل جميع الأسر من أفراد ونسبة 10.6% كانوا يعيش معهم شخص وحيد يبلغ من العمر 65 عاماً فما فوق. وبلغ متوسط حجم الأسرة المعيشية 3.76، أما متوسط حجم العائلات فبلغ 3.24.
بلغ العمر الوسطي للسكان 28.1 عاماً. وكانت نسبة 34.5% من القاطنين تحت سن الثامنة عشر، وكانت نسبة 10.5% بين الثامنة عشر والأربعة وعشرون عاماً، ونسبة 25.2% كانت واقعةً في الفئة العمرية ما بين الخامسة والعشرين حتى الرابعة والأربعين عاماً، ونسبة 21.1% كانت ما بين الخامسة والأربعين حتى الرابعة والستين، ونسبة 8.8% كانت ضمن فئة الخامسة والستين عاماً فما فوق. وتوزع التركيب الجنسي للسكان بنسبة 52.4% ذكور و47.6% إناث.